# GFA League Second Division 1998/99
Die Saison 1998/1999 der GFA League Second Division, der zweithöchsten Spielklasse im gambischen Fußball, wurde 1999 beendet.
Es spielten zehn Mannschaften in einer Hin- und Rückrunde um den Titel, so dass für jede Mannschaft 18 Spiele angesetzt waren. Aus der GFA League First Division sind zuvor die zwei Mannschaften Flamemins Football Club und Saraba Football Club abgestiegen und zur Liga dazu gestoßen. Aus der GFA League Third Division sind die zwei Mannschaften Bakau United und Sky Power aufgestiegen.
Am Saisonende mussten die beiden Tabellenletzten Augustians Bathurst und Sky Power in die Third Division absteigen. Aufsteigen in die First Division durften die beiden in der Tabelle führenden Mannschaften Flamemins Football Club und Bakau United.
Eine Abschlusstabelle ist nicht belegt.

## Beteiligte Vereine
Alphabetisch sortiert
1. Augustians
2. Bakau United
3. Flamemins FC
4. Gamtel FC
5. Justice
6. Kaira Silo
7. Latdior FC[Anmerkung 1]
8. Old Jeshwang
9. Saraba FC
10. Sky Power